# Želevčice
Želevčice jsou vesnice, část města Slaný v okrese Kladno ve Středočeském kraji. Leží v údolí Byseňského potoka zhruba tři kilometry od Slaného. Nachází se zde areál firmy LINET, která vyrábí zdravotnické vybavení a zejména nemocniční lůžka).

## Historie
První písemná zmínka o vesnici pochází z roku 1227, kdy v Želevčicích (Selevcicich) vlastnil majetek svatojiřský klášter. Později patřily pražskému biskupovi a roku 1337 byly biskupem Janem IV. z Dražic darovány nově založenému augustiniánskému klášteru v Roudnici; část vsi byla v držení drobné šlechty, která zde měla tvrz (1405 se připomíná vladyka Otík, 1432 Albrecht a Jan). Po husitských válkách připadla duchovní část k vladyčí a roku 1543 koupilo Želevčice město Slaný, které však drželo ves jen do roku 1547, kdy mu byla zkonfiskována za účast na stavovském odboji a spolu s Vraným prodána Petru Chotkovi z Vojnína a na Budenicích. Od roku 1549 tak patřily Želevčice k panství Vraný. Za třicetileté války vesnice zpustla (někdy v této době zanikla i tvrz) a roku 1663 byla oddělena od vranského panství a natrvalo připojena ke zlonickému zboží Valkounů z Adlaru. V roce 1707 prodal zadlužený Jan Vojtěch Valkoun z Adlaru Zlonice hraběti Norbertu Leopoldovi Libštejnskému z Kolovrat. Od jeho syna Vincenta, pak zlonické panství koupil roku 1721 hrabě Filip Josef Kinský ze Vchynic. V majetku Kinských pak Želevčice zůstaly až do zrušení feudální správy.

## Obyvatelstvo
| Rok            | 1869 | 1880 | 1890 | 1900 | 1910 | 1921 | 1930 | 1950 | 1961 | 1970 | 1980 | 1991 | 2001 | 2011 | 2021 |
| -------------- | ---- | ---- | ---- | ---- | ---- | ---- | ---- | ---- | ---- | ---- | ---- | ---- | ---- | ---- | ---- |
| Počet obyvatel | 165  | 167  | 170  | 168  | 183  | 212  | 196  | 130  | 128  | 134  | 110  | 90   | 97   | 115  | 119  |
| Počet domů     | 17   | 23   | 23   | 23   | 30   | 30   | 37   | 37   | 37   | 35   | 36   | 39   | 37   | 43   | 46   |

## Obecní správa
Při sčítání lidu v letech 1850–1989 Želevčice byly osadou obce Dolín, se kterým patřily nejprve do okresu Slaný, ale od roku 1960 v okrese Kladno. Od 1. ledna 1990 jsou částí města Slaný v okrese Kladno.

## Pamětihodnosti
- Zemědělský dvůr čp. 6

## Fotogalerie

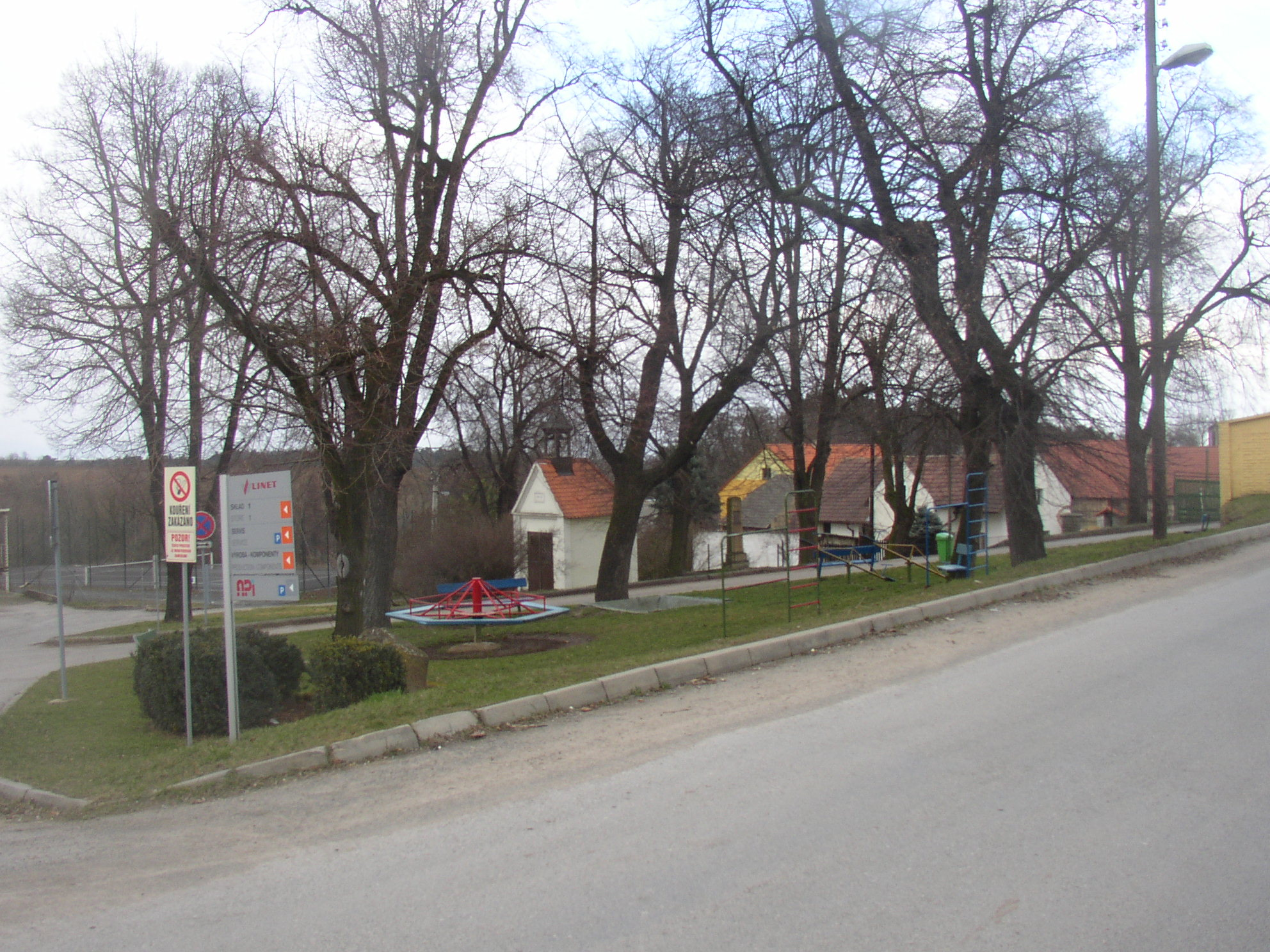
náves
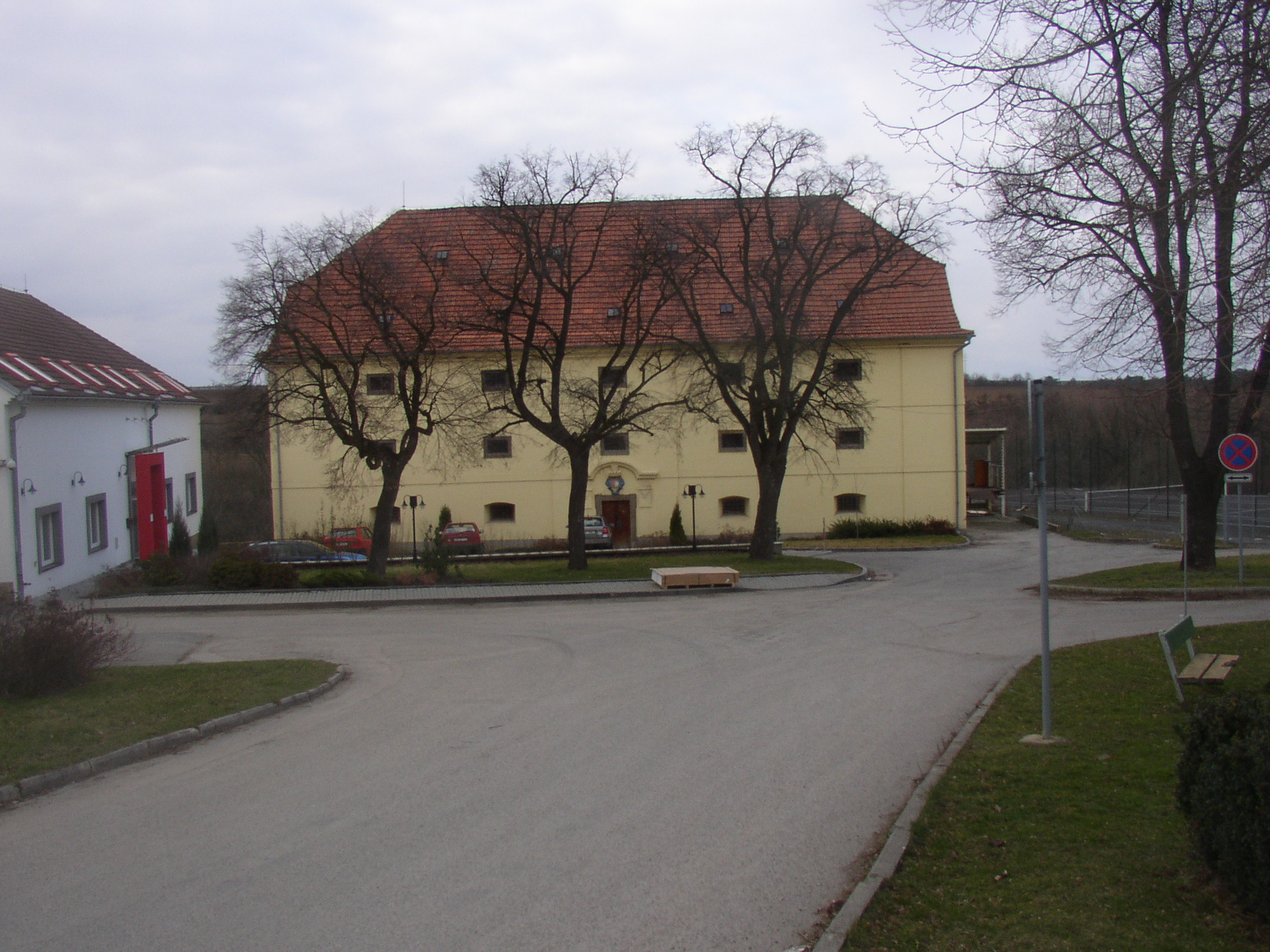
špýchar z roku 1746
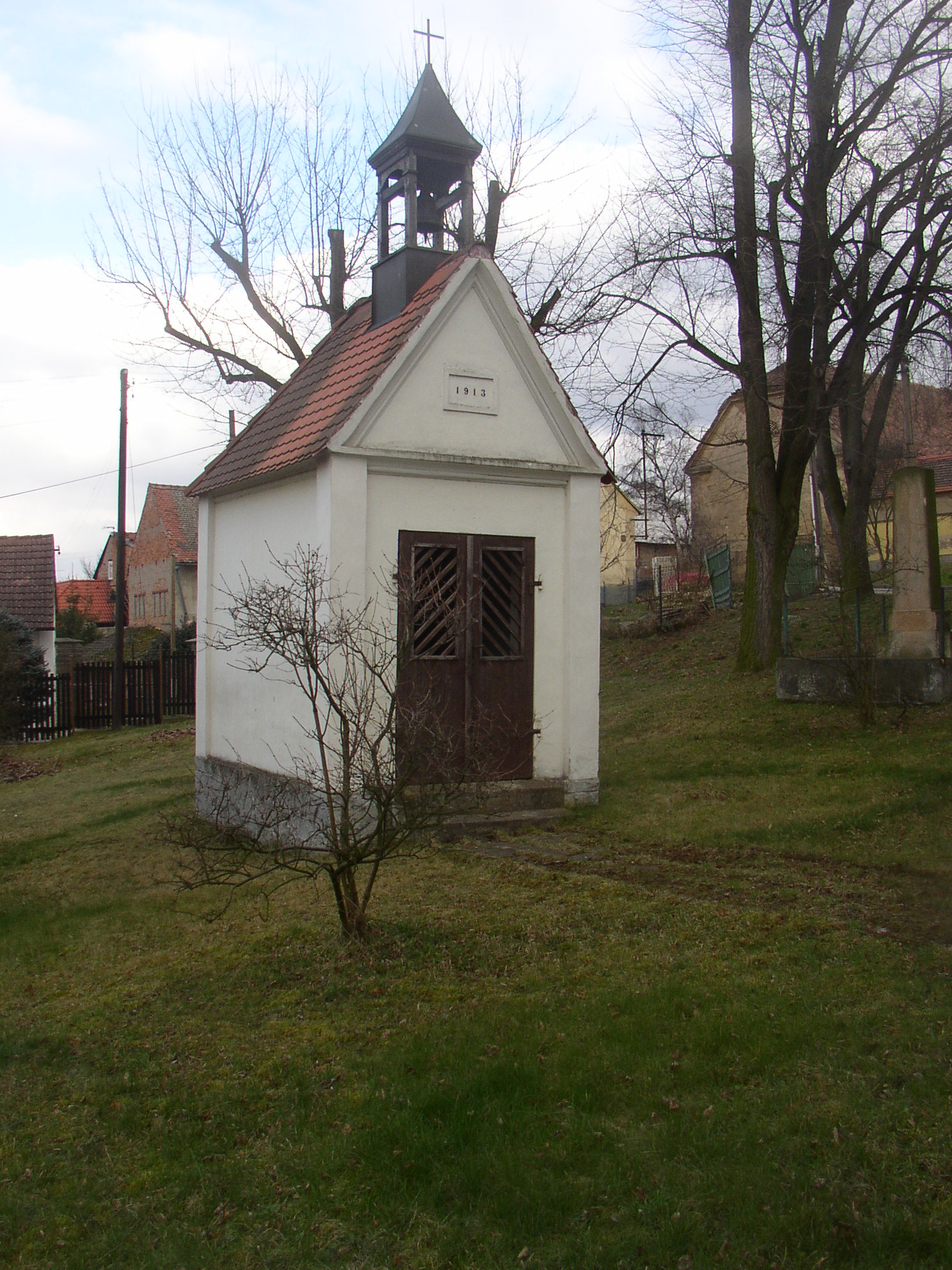
kaplička
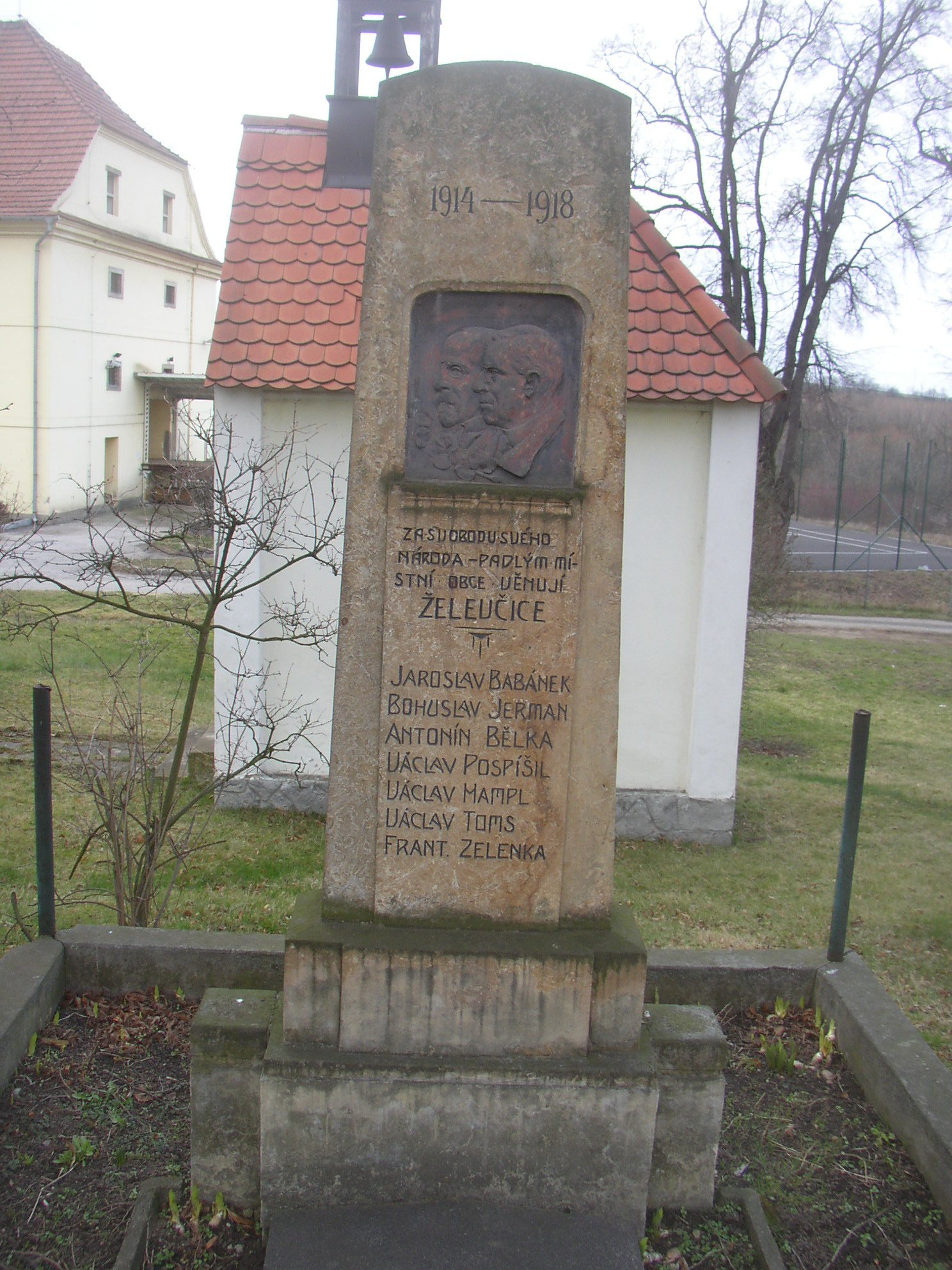
pomník padlým ve světové válce
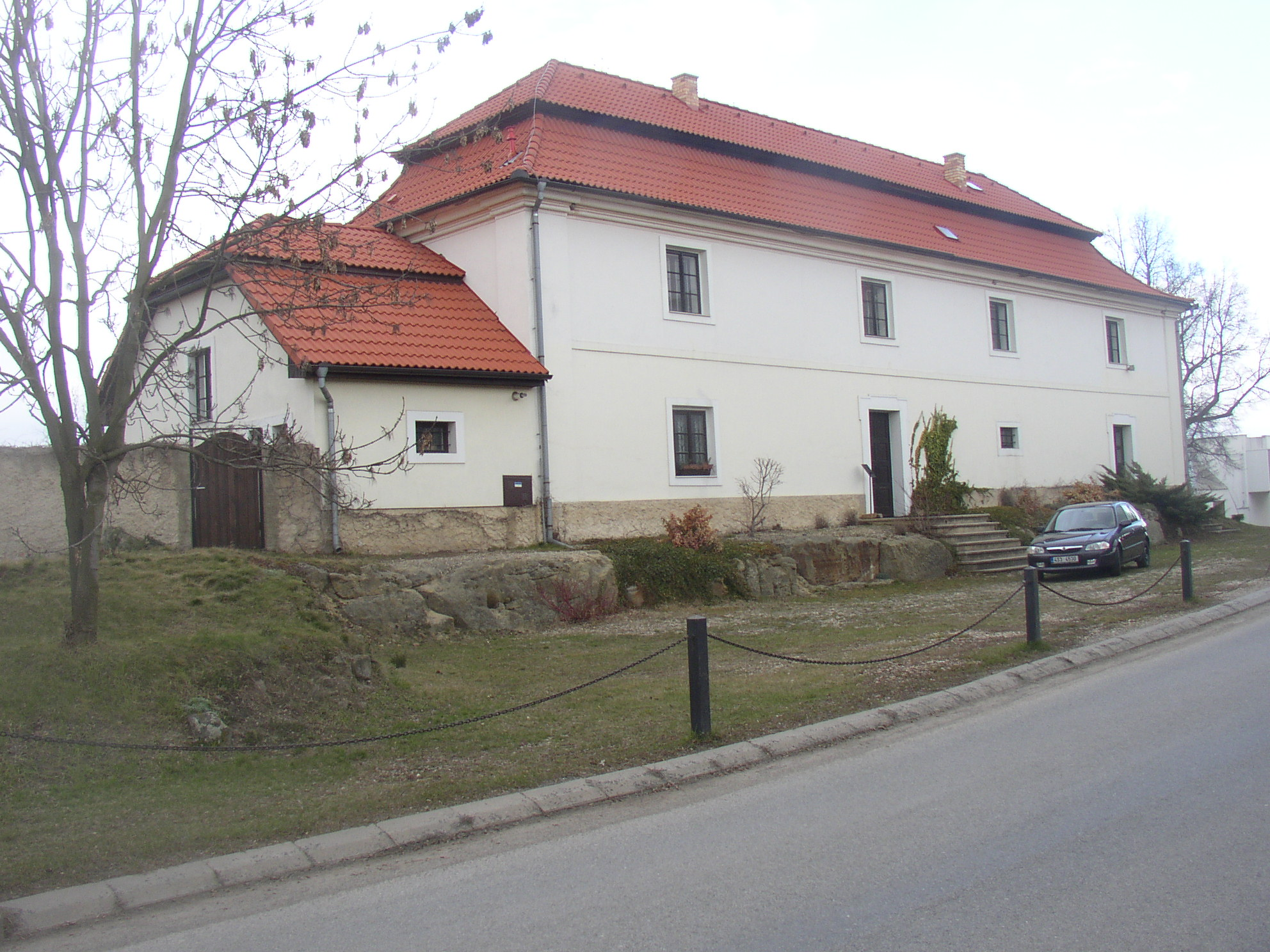
tzv. Panský dům, dnes soukromá galerie
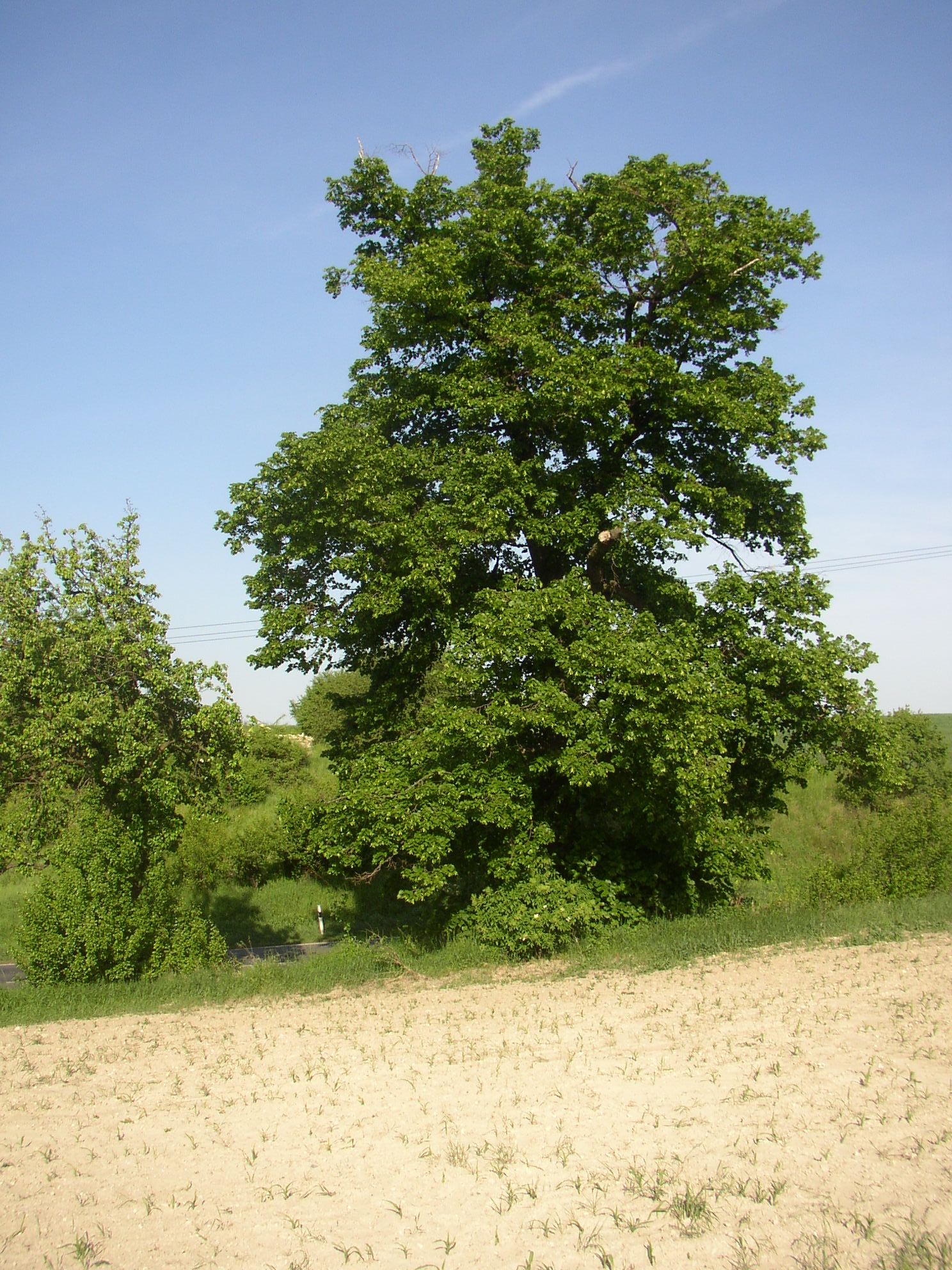
Lípa u Rosů, památný strom při silnici do Slaného